# Targovichté (Bulgarie)
Pour la subdivision administrative, voir Targovichté (oblast).
Pour le chef-lieu du județ de Dâmbovița, voir Târgoviște.
Targovichté (en bulgare: Търговище, translittération internationale Tărgovište) est une ville du nord-est de la Bulgarie et centre administrative de l'oblast de Targovichté. Elle est située à 100 km au sud du Danube, 125 km à l'ouest de la mer Noire et 330 km à l'est de la capitale Sofia. La ville comptait une population de 37 642 habitants en 2008.

## Monuments

### Architecture classique
- Église Notre Dame de l'Assomption
- Église Saint Jean de Rila

## Jumelages
- Cottbus, Allemagne
- Târgovişte, Roumanie
- Smolensk, Russie
- Santa Maria da Feira, Portugal
- Waterloo, Iowa, États-Unis
- Kozani, Grèce
- Suresnes, France